# 오쿠보정 (효고현)
오쿠보정(大久保町)은 효고현 아카시군에 설치되었던 정이다. 현재의 아카시시에 해당한다.